# Raymond Battiston
Pour les articles homonymes, voir Battiston.
 (août 2019).
Si vous disposez d'ouvrages ou d'articles de référence ou si vous connaissez des sites web de qualité traitant du thème abordé ici, merci de compléter l'article en donnant les références utiles à sa vérifiabilité et en les liant à la section « Notes et références ».
Raymond Battiston est un footballeur français, né le 17 avril 1924 à Vouziers (Ardennes) et mort le 11 avril 2006 à Marange-Silvange (Moselle). Il joue au poste d'arrière ou milieu, du début des années 1940 au milieu des années 1950. Il est l'oncle paternel de l'international français Patrick Battiston.

## Biographie
Formé au FC Metz, il réalise l'essentiel de sa carrière sous les couleurs "grenats", où il joue pendant huit saisons. Il termine sa carrière au Stade français en 1954.
Avec le FC Metz, il inscrit notamment neuf buts en première division lors de la saison 1945-1946.
Il compte une sélection en équipe de France B (match non officiel), contre les joueurs professionnels néerlandais évoluant dans le championnat de France. La rencontre, le 12 mars 1953 au stade de Colombes, se solde par une victoire des Néerlandais 2 à 1[réf. nécessaire].

## Palmarès
- Vice-champion de France de D2 en 1951 avec le FC Metz